# Gestreepte koekoeksduif
De gestreepte koekoeksduif (Macropygia unchall) is een vogel uit de familie Columbidae (duiven).

## Verspreiding en leefgebied
Deze soort komt wijdverspreid voor in Azië en telt drie ondersoorten:
- M. u. tusalia: van de Himalaya tot zuidwestelijk China en Myanmar.
- M. u. minor: zuidoostelijk China en Indochina.
- M. u. unchall: Malakka, Sumatra, Java, Lombok en Flores.